# 霍恩霍恩
霍恩霍恩是德国石勒苏益格－荷尔斯泰因州的一个市镇。总面积6.93平方公里，总人口509人，其中男性263人，女性246人（2011年12月31日），人口密度73人/平方公里。